# کوکچایل
کوکچایل (به لاتین: Kowkcha'il) یک منطقهٔ مسکونی در افغانستان است که در ولایت بادغیس واقع شده‌است.